# Crotalogía (libro)

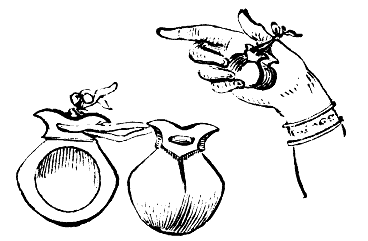
Castañuelas. Separadas y puestas en una mano

La Crotalogía o ciencia de las castañuelas es una obra humorística basada en un supuesto método científico del arte de tocar las castañuelas . Con el seudónimo de Francisco Agustín Florencio, el autor verdadero (Juan Fernández de Rojas) expone una serie de argumentos que critican a los numerosos tratados sobre temas variados que presentan un tema poco importante imitando formalmente el estilo científico de algunas obras trascendentes.